# Marian Brzezicki
Marian Józef Brzezicki (ur. 20 grudnia 1908 w Sieńkowie, zm. 27 stycznia 2002 w Londynie) – polski prawnik, znawca numizmatyki.

## Życiorys
Uczył się w gimnazjum we Lwowie. W 1935 uzyskał dyplom magistra prawa na Wydziale Prawa Uniwersytetu Jana Kazimierza we Lwowie. Pracował w Izbie Skarbowej we Lwowie w Urzędzie Opłat Stemplowych. W 1939 złożył u prof. Przemysława Dąbkowskiego pracę doktorską z zakresu historii prawa polskiego, lecz wybuch II wojny światowej uniemożliwił mu jej obronę. 
Po wybuchu II wojny światowej 1 listopada 1939 został zaprzysiężony do organizacji o nazwie Związek Organizacji Wyzwolenia Ojczyzny (ZOWO). Pod koniec 1939 wstąpił do Związku Walki Zbrojnej, działał w Komendzie Okręgu ZWZ we Lwowie, pełniąc funkcję skarbnika. W 1940 został aresztowany przez sowietów i zesłany do łagrów syberyjskich. W wyniku amnestii w 1941 odzyskał wolność, po czym pracował w delegaturze ambasady RP w zakresie opieki społecznej w Bucharze. Kierował tamtejszym referatem wojskowym, odpowiedzialnym był za rejestrowanie poborowych. Chorował na tyfus. Później pracował w Ministerstwie Pracy i Polityki Społecznej, Poselstwie RP w Teheranie, w Polskim Czerwonym Krzyżu w Jerozolimie i w Kairze. W szeregach armii polskiej służył wówczas w stopniu porucznika.
Po zakończeniu działań wojennych pozostał na emigracji w Wielkiej Brytanii. Od 1948 działał w Stowarzyszeniu Polskich Kombatantów. W 1955 został skarbnikiem Funduszu Inwalidów AK. Był aktywny także w innych organizacjach społecznych i niepodległościowych. Był współzałożycielem Koła Lwowian w Londynie w 1960, od początku członkiem zarządu, wybrany wiceprezesem, po śmierci swojego przyjaciela i zarazem prezesa KL, Adama Treszki (grudzień 1984) na czas do początku 1986 objął kierownictwo nad organizacją, ponadto był członkiem redakcji „Biuletynu” Koła Lwowian. W 1979 został członkiem zwyczajnym Polskiego Towarzystwa Naukowego na Obczyźnie.
Prywatnie poświęcił się badaniom numizmatycznym. Uczestniczył w corocznych wystawach Związku Filatelistów Polskich w Wielkiej Brytanii, prezentując tam monety. W 1979 nakładem Instytutu Polskiego i Muzeum im. gen. Sikorskiego w Londynie została wydana jego najobszerniejsza praca historyczna pt. Medale i odznaki polskie i Polski dotyczące bite poza Polską w latach 1939-1977. Do 1980 praca, przychylnie przyjęta przez znawców, została wydana w 23 krajach. Na rzecz Muzeum Sikorskiego ofiarował zebrane przez siebie medale i odznaki.
Miał brata Bronisława (ur. 1894, w 1920 oficer Dowództwa Okręgu Generalnego „Lwów”, podporucznik kawalerii Wojska Polskiego, po wojnie także na emigracji w Londynie) i siostrę Helenę (od 1913 zamieszkująca w Kanadzie, po mężu Pitusilnik, zm. 1985 w wieku 88 lat).

## Odznaczenia
- Krzyż Kawalerski Orderu Odrodzenia Polski (3 maja 1980)[12][2].
- Złoty Krzyż Zasługi – trzykrotnie[2] (po raz pierwszy[13], po raz drugi w 1977[14])